# Землетрясения к северо-северо-западу от Боррего-Спрингс (2010)
Землетрясение магнитудой 4,5 произошло 13 июня 2010 года в 03:08:57 (UTC) в Калифорнии (США), в 15 км к северо-северо-западу от города Боррего-Спрингс. Гипоцентр землетрясения находился на глубине 11,2 километров.
Землетрясение ощущалось в населённых пунктах: Агуанга, Анза, Боррего-Спрингс, Ла-Кинта, Маунтин-Центр, Ранчита, Виста, Уорнер-Спрингс, Бонсалл, Бульвар, Кардифф, Карлсбад, Катидрал-Сити, Чула-Виста, Коачелья, Эль-Кахон, Эскондидо, Фоллбрук, Хемет, Айдилуайльд-Пайн-Ков, Империал, Индиан-Уэллс, Индио, Хулиан, Лома-Линда, Месса, Ошенсайд, Палм-Дезерт, Палм-Спрингс, Пайн-Вэлли, Пауэй, Рамона, Ранчо-Мираж, Сан-Диего, Сан-Джасинто, Сан-Маркос, Санта-Изабель, Санти, Сан-Сити, Термал, Уинчестер. Подземные толчки ощущались в округах: Ориндж, Сан-Диего, в западной части округа Риверсайд и некоторых районах округов Империал, Лос-Анджелес, Сан-Бернардино, Вентура. Землетрясение ощущалось и в Мексике — в Тихуане, Мехикали и в Текате.
В результате землетрясения сообщений о жертвах и разрушениях не поступало.

## Повторные землетрясения

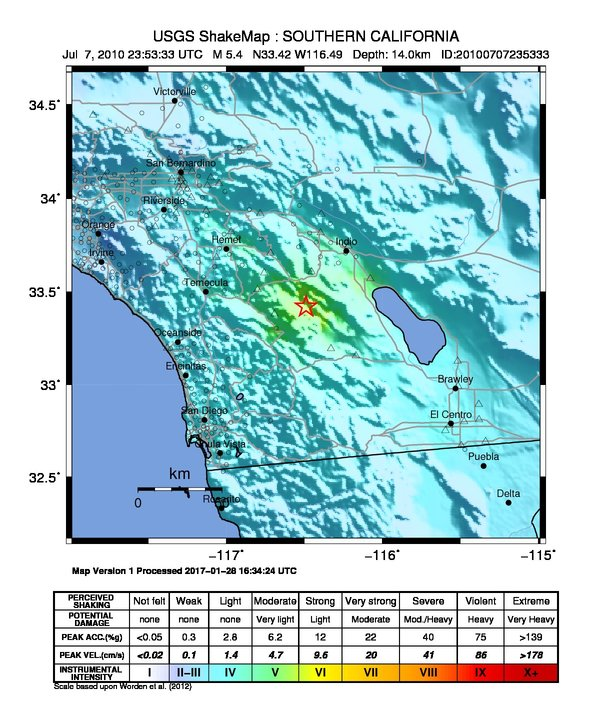
Карта подземных толчков 7 июля 2010 года

7 июля 2010 года в этом же регионе, в 20,2 км к северо-северо-западу от Боррего-Спрингс произошло землетрясение магнитудой 5,4. Гипоцентр землетрясения располагался на глубине 12,3 км.
Подземные толчки ощущались в Маунтин-Центр, Ранчита, Агуанга, Анза, Боррего-Спрингс, Кабазон, Коачелья, Индио, Хулиан, Ла-Кинта, Месса, Палм-Спрингс, Ранчо-Мираж, Сан-Джасинто, Термал, Уорнер-Спрингс. Землетрясение ощущалось в округах: Империал, Риверсайд, Сан-Диего, Лос-Анджелес, Ориндж, Сан-Бернардино. Сейсмический удар распространился до Сакраменто, ощущался в Лас-Вегасе (Невада), Буллхед-Сити (Аризона) и Тусоне. Землетрясение ощущалось и в Мексике — в Тихуане, Мехикали, Росарито, Энсенада. В результате землетрясения сведений о жертвах и разрушениях не поступало. Экономический ущерб составил менее 1,8 млн долларов США.

## Тектонические условия региона
Южная Калифорния — часть протяжённой границы между Тихоокеанской и Североамериканской плитами. Доминирующая структура этой границы представлена разломной системой Сан-Андреас, представляющей собой простирающуюся в северо-западном направлении сеть разломов преимущественно правосдвиговой кинематики, вдоль которой в целом и осуществляется относительное движение Тихоокеанской и Североамериканской плит. Разлом Сан-Андреас, соединяющий северный конец Восточно-Тихоокеанского поднятия на юге и хребты Хуан-де-Фука и Горда на севере, является особым элементом Тихоокеанской и Североамериканской границы плит и представляет собой, по мнению ряда исследователей, правосторонний трансформный разлом типа хребет-хребет. Зарождение системы относится к середине—концу Олигоцена, суммарные правосдвиговые смещения за последние 30 млн лет оцениваются в несколько сотен километров. Так, учёные дают оценку сдвига в 315 км. Однако в действительности зона контакта Тихоокеанской и Североамериканской тектонических плит представляет собой пояс шириной около 100 км и протяженностью ~1300 км, чёткие границы которого не определены. Более того, в поле скоростей, по данным GPS видно, что сдвиговые смещения, характерные для границы между Североамериканской и Тихоокеанской плитами, затухая, фиксируются значительно восточнее. Пояс представлен серией движущихся параллельно блоков, конфигурация которых различается у разных авторов. Границы блоков чаще всего выделяются по сопряженным разрывным нарушениям, выявленным геологическими и сейсмологическими методами. Скорость современных абсолютных смещений в целом составляет 30-80 мм/год и более. Однако смещения по различным сдвигам и в разных местах происходят с неодинаковой скоростью, причем она в разные периоды времени также меняется. Кроме того, может изменяться и направление перемещения, но суммарно это правый сдвиг. На одних участках смещение происходит непрерывно, на других — скачкообразно. Последнее делает задачу определения границ блоков и их кинематики более актуальной в свете возможности прогнозирования сильных землетрясений. Основные разрывные нарушения, определяющие современный структурный план, в Южно-Калифорнийском сегменте системы Сан-Андреас представлены в первую очередь сегментом Мохаве разлома Сан-Андреас, а также крупными ответвляющимися или субпараллельными разломами, такими, как Сан-Габриель, Сан-Джасинто и Эльсинор. В пустыне Мохаве необходимо отметить крупные правые сдвиги Хелендейл и Локхарт. Из крупных разломов, пересекающих Сан-Андреас, можно отметить имеющий по геологическим данным левосдвиговую кинематику разлом Гарлок, разлом Биг Пайн, субпараллельный разлому Гарлок левый сдвиг Пинто Маунтин, пересекающий Сан-Андреас южнее хребтов Мохаве. Также отмечаются надвиги и взбросы разного масштаба, например правый взбросо-сдвиг Санта-Моника, надвиговая зона Сьерра-Мадре, система разлома Сан-Каетано. Сбросы распространены меньше, среди них можно отметить достаточно крупный левый сбросо-сдвиг Санта-Инез.